# Helina guangxiensis
Helina guangxiensis este o specie de muște din genul Helina, familia Muscidae, descrisă de Wang, Wang și Xue în anul 2006. Conform Catalogue of Life specia Helina guangxiensis nu are subspecii cunoscute.